# Ralf Bergner
Ralf Bergner (* 23. Juli 1950 in Breitenbach bei Zeitz) ist ein deutscher Maler, Grafiker und Illustrator, der für seine satirischen und detailreichen Zeichnungen bekannt ist. Er lebt und arbeitet in Berlin.

## Leben und Werdegang
Vor seinem Kunststudium absolvierte Ralf Bergner von 1967 bis 1969 eine Lehre als Elektromonteur. Anschließend leistete er von 1969 bis 1971 seinen Wehrdienst ab. Berufsbegleitend holte er an der Abendschule das Abitur nach und besuchte die Abendschule an der Hochschule für Grafik und Buchkunst in Leipzig.
Von 1977 bis 1982 studierte er Malerei und Grafik an der Hochschule für industrielle Formgestaltung Burg Giebichenstein in Halle (Saale) bei Frank Ruddigkeit und Willi Sitte. Anschließend absolvierte er von 1983 bis 1985 ein Zusatzstudium an der Hochschule für Grafik und Buchkunst Leipzig bei Karl-Georg Hirsch, um sich speziell der Buchillustration zu widmen.

## Künstlerisches Schaffen
Bergners Werk ist geprägt von einer satirischen Auseinandersetzung mit menschlichen Verhaltensweisen und gesellschaftlichen Themen. Seine Zeichnungen weisen eine feine Linienführung und detailreiche Kompositionen auf. Oft handelt es sich um humorvolle, skurrile und stets feinsinnige Szenen. Der Künstler selbst beschreibt seine Arbeiten als „Bildergeschichten, die mehr als vordergründige Illustration oder bloßes Dekor sind“. In seinem Œuvre kombiniert er verschiedene Techniken wie Zeichnung, Radierung und Lithografie. Eine stilistische Nähe zu Wilhelm Busch und Daumier ist unverkennbar.
Auf einer Studienreise lernte Bergner den österreichischen Künstler Alfred Hrdlicka kennen, der einige seiner Zeichnungen erwarb. Aus dieser Begegnung entwickelte sich ein kontinuierlicher Austausch, ebenso wie mit dem Zeichner Paul Flora, der ebenfalls Bergners Arbeiten sammelte. Bergner ist Illustrator von fünfzehn Büchern für die Berliner Handpresse.
Als ehemaliger Direktor der Graphischen Sammlung Albertina in Wien, Walter Koschatzky, äußerte sich 1993 in einem Brief anerkennend über Bergners Werk: „Übrigens darf ich Ihnen nach eingehender Betrachtung Ihrer Arbeiten nur meine Wertschätzung ausdrücken, Sie sind ein Zeichner vom besten Format (...).“ Christoph Tannert, Kurator und Autor, schrieb in einem Brief an den Künstler: „So zartfühlend und liebreizend, so traurig und rabenschwarz kann kaum ein Autor schreiben, wie dieser Künstler zeichnet.“ Dagmar Reim, die Intendantin des RBB sagte über ihn: „Ob Motive aus Literatur, Geschichte oder Alltagsleben – Mittelpunkt der künstlerischen Betrachtung von Ralf Bergner ist stets das Menschliche, Allzumenschliche. (...) Es ist eine Freude, seiner Lust am Fabulieren, seiner subtilen Ironie, seiner überbordenden Fantasie betrachtend zu folgen.“

## Ausstellungen und Sammlungen
Bergner hatte zahlreiche Einzelausstellungen, unter anderem im Käthe-Kollwitz-Museum in Berlin, im Stadtmuseum Naumburg und im Museum Otto Schäfer in Schweinfurt. Seine Arbeiten sind in bedeutenden öffentlichen Sammlungen vertreten, darunter im Deutschen Bundestag, im Kupferstichkabinett Berlin, in der Bayerischen Staatsgemäldesammlung, im Wilhelm Busch – Deutsches Museum für Karikatur und Zeichenkunst und in der Akademie der Künste Berlin. Zudem sind seine Werke in internationalen Sammlungen wie dem Karikaturmuseum Krems und dem Museum für zeitgenössische Illustrationen in Bozen zu finden. 
Im März 2022 präsentierte das Literaturhaus Leipzig die Ausstellung Von Satyren und Launen. Die Ausstellung zeigte Zeichnungen, Radierungen, Lithografien und eine große Zahl von Büchern des Künstlers. In der Ankündigung hieß es: „Bergners Interesse gilt dem Menschen in der Geschichte. Er nimmt das Menschliche, oft auch das Allzumenschliche satirisch in den Blick, verfremdet es, betont Skurriles, schafft überraschende Zusammenhänge.“

### Einzelausstellungen (Auswahl)
- Galerie Hallescher Kunstverein, 2000
- Museum-Fürst-Pückler-Park Bad Muskau, 2001
- Museum Soltau, 2002
- Literaturhaus Berlin, 2003
- Olaf Gulbransson Museum Tegernsee, 2004
- Burg Beeskow, 2007
- Kurt Tucholsky Literaturmuseum Rheinsberg, 2011
- Museum-Otto-Schäfer Schweinfurt, 2012
- Willi-Sitte-Galerie Merseburg, 2012
- Museum Moritzburg Zeitz, 2013
- Villa Irmgard Heringsdorf, 2015
- Deutsches Märchen- und Wesersagenmuseum Bad Oeynhausen, 2016

### Ausstellungsbeteiligungen (Auswahl)
- Junge Kunst in der DDR, Berlin 1985
- Kleingrafik aus der DDR, St. Gallen 1987
- X. Kunstausstellung der DDR, Dresden 1988
- Grafik zur Literatur aus der DDR, Paris 1988
- Miniatur in der bildenden Kunst der DDR, Wien 1988
- Zeichnung, Dürerhaus, Nürnberg 1999
- Sammlung Fotter, Bayrische Akademie der Künste, München 2000
- Illustration aus Europa, Schloss Maretsch,  Branzoll 2001
- TILL Forever, Bomann Museum,  Celle 2007
- 30 Jahre Kunstverein Halle 2020
- Dürers Drucke und die Zeitgenossen, Museum-Otto-Schäfer, Schweinfurt 2022

### Museen und Sammlungen (Auswahl)
- Kupferstichkabinett, Staatliche Museen zu Berlin
- Sammlung Deutscher Bundestag
- Sammlung des rbb
- Bayrische Staatsgemäldesammlung
- Akademie der Künste Berlin
- Wilhelm-Busch-Museum Hannover
- Bawag Sammlung Wien
- Karikaturmuseum Krems
- Dokumentationszentrum für zeitgenössische Illustration Bronzolo
- Zeitgeschichtliches Forum Leipzig
- Angermuseum Erfurt